# ウメバチソウ
ウメバチソウ（梅鉢草、学名：Parnassia palustris）はウメバチソウ属の多年草。バイカソウ（梅花草）の別名があり、その名の通り花が梅の花を思わせる。
根出葉は柄があってハート形。高さは10-40cmで、花茎には葉が1枚と花を1個つける。葉は、茎を抱いている。花期は8-10月で2cmほどの白色の花を咲かせる。
北半球に広く見られ、日本では北海道から九州に分布する。山地帯から亜高山帯下部の日の当たりの良い湿った草地に生え、地域によっては水田のあぜにも見られる。

## コウメバチソウ
コウメバチソウ（小梅鉢草、学名：Parnassia palustris var. tenuis）は、ウメバチソウの高山型の高山植物。北海道から中部地方以北の高山帯に分布する。
母種のウメバチソウとの違いは、コウメバチソウの仮雄しべが7-11裂するのに対し、ウメバチソウは12-22裂している。

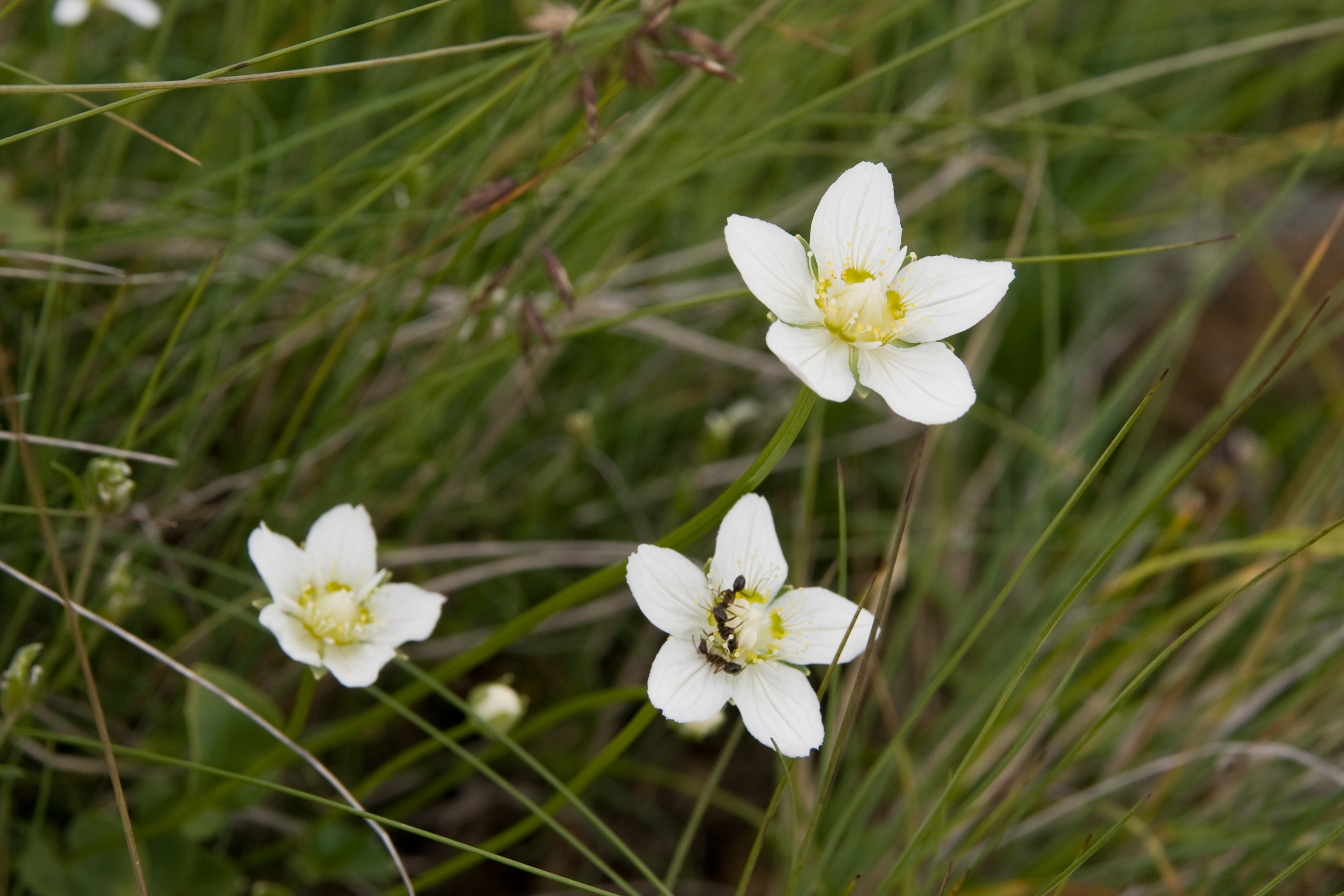
コウメバチソウ（白馬岳・2010年8月）

## 近縁種
- ヒメウメバチソウ P. alpicola Makino:高山植物。仮雄蘂は細かく裂けず、腺体がない。
- シラヒゲソウ P. foliosa Hook. fil. et Thoms. var. nummularia (maxim.) T. Ito:山地性。花弁の周辺が細かく裂ける。

## ウメバチソウ属
ウメバチソウ属は、北半球の温帯から寒帯にかけての山地に50種ほどがある。
以前はユキノシタ科とされていたが、APG植物分類体系では、ニシキギ目にウメバチソウ科 Parnassiaceaeが新設され、APGIIIではニシキギ科に移された。2属があり、ウメバチソウ属のほかに中南米に分布するLepuropetalon属（1種のみ）がある。形態的には、花が単生で、雄しべ10本のうち5本が仮雄しべ（花粉を作らない）になる、などの点でユキノシタ科と異なる。

## 語源

梅鉢紋

「梅鉢」とは、紋所（家紋）のひとつで、変形に、中心部がおしべの形ではなく、ただの丸になっている「星梅鉢」がある。菅原道真や前田利家の家紋として有名で、湯島天神など天神社でよく見かける。家紋に由来する植物名には、ほかにハナビシソウ（花菱草）などがある。